# بلديات البرازيل

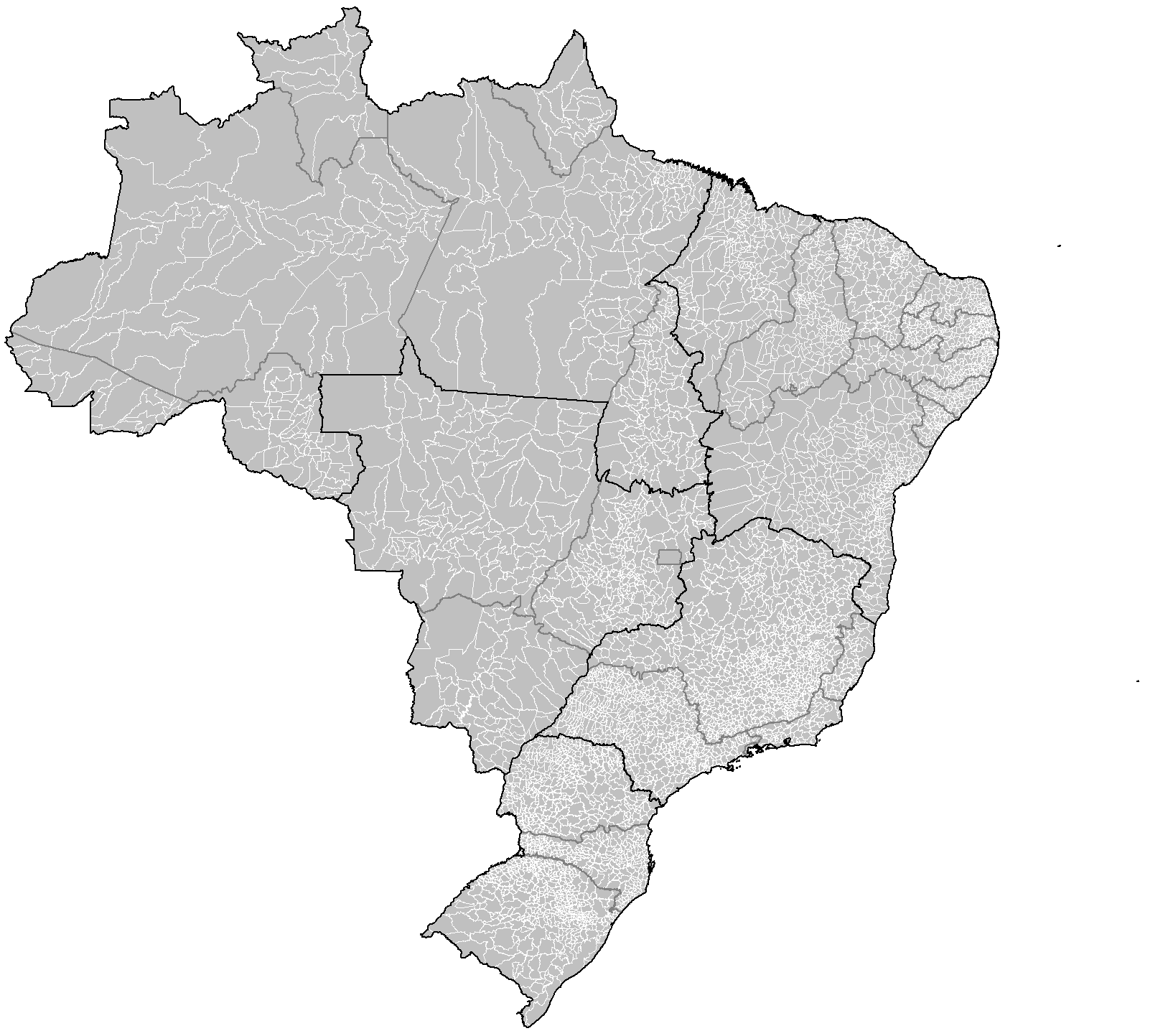
بلديات البرازيل حسب الولاية

بلديات البرازيل (بالبرتغالية: Municípios do Brasil‏) هي تقسيم إداري برازيلي تابع لولايات البرازيل. في الوقت الحالي البرازيل تملك 5,570 بلدية مما يجعل الحد المتوسط لنسمة كل بلدية 34,361 شخص. كحد متوسط تحتوي كل ولاية برازيلية 214 بلدية. ولاية رورايما تملك أقل عدد من البلديات وهي 14 بلدية، بينما ميناس جرايس لها أكبر عدد من البلديات وهو 853 بلدية. القطاع الفدرالي البرازيلي، الذي تقع العاصمة برازيليا فيه لا يمكن تقسيمه إلى بلديات حسب القوانين البرازيلية..

## A
- Municipalities of Acre (AC)  [لغات أخرى]‏
- Municipalities of Alagoas (AL)  [لغات أخرى]‏
- Municipalities of Amapá (AP)  [لغات أخرى]‏
- Municipalities of Amazonas (AM)  [لغات أخرى]‏

## B
- Municipalities of Bahia (BA)  [لغات أخرى]‏

## C
- Municipalities of Ceará (CE)  [لغات أخرى]‏

## D
- قائمة المناطق الإدارية في القطاع الفدرالي البرازيلي

## E
- Municipalities of Espírito Santo (ES)  [لغات أخرى]‏

## G
- Municipalities of Goiás (GO)  [لغات أخرى]‏

## M
- Municipalities of Maranhão (MA)  [لغات أخرى]‏
- Municipalities of Mato Grosso (MT)  [لغات أخرى]‏
- Municipalities of Mato Grosso do Sul (MS)  [لغات أخرى]‏
- Municipalities of Minas Gerais (MG)  [لغات أخرى]‏

## P
- Municipalities of Pará (PA)  [لغات أخرى]‏
- Municipalities of Paraíba (PB)  [لغات أخرى]‏
- Municipalities of Paraná (PR)  [لغات أخرى]‏
- Municipalities of Pernambuco (PE)  [لغات أخرى]‏
- Municipalities of Piauí (PI)  [لغات أخرى]‏

## R
- Municipalities of Rio de Janeiro (RJ)  [لغات أخرى]‏
- Municipalities of Rio Grande do Norte (RN)  [لغات أخرى]‏
- Municipalities of Rio Grande do Sul (RS)  [لغات أخرى]‏
- Municipalities of Rondônia (RO)  [لغات أخرى]‏
- Municipalities of Roraima (RR)  [لغات أخرى]‏

## S
- Municipalities of Santa Catarina (SC)  [لغات أخرى]‏
- Municipalities of São Paulo (SP)  [لغات أخرى]‏
- Municipalities of Sergipe (SE)  [لغات أخرى]‏

## T
- Municipalities of Tocantins (TO)  [لغات أخرى]‏

## وصلات خارجية
- Map on the World Gazetteer
- (بالبرتغالية) Brazilian Institute of Geography and Statistics